# Johannes Wislicenus

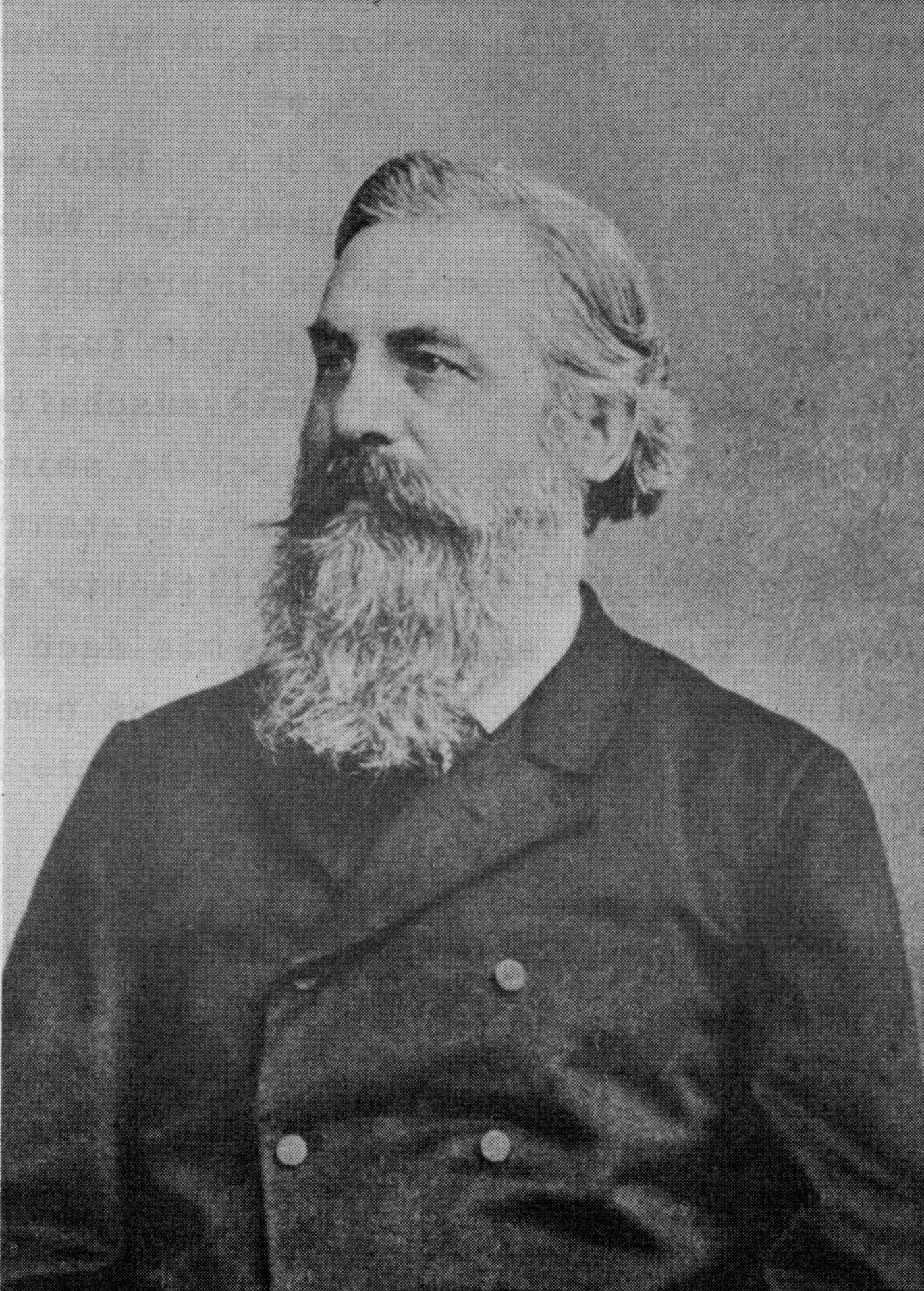
Johannes Wislicenus, 1881

Johannes Adolf Wislicenus (* 24. Juni 1835 in Kleineichstädt, heute in Sachsen-Anhalt; † 5. Dezember 1902 in Leipzig) war ein deutscher Chemiker. Als Hochschullehrer wirkte er in Zürich, Würzburg und Leipzig.

## Leben
Johannes Wislicenus’ Vater war der Pfarrer Gustav Adolf Wislicenus, der ab 1841 an der Neumarktkirche in Halle wirkte, aber 1846 seines Amts enthoben wurde, nachdem er Mitglied einer Freikirche (der Lichtfreunde) geworden war. Von 1842 bis 1852 besuchte Johannes Wislicenus die Bürger- und Realschule der Franckeschen Stiftungen. Danach begann Wislicenus ein Studium der Chemie und Mathematik an der Martin-Luther-Universität Halle-Wittenberg und bis 1859 an der Universität Zürich. Während seines Studiums wurde er 1852 Mitglied der Burschenschaft der Pflüger Halle und 1857 der Alten Hallischen Burschenschaft „Kühler Bronnen“.
Nach Verfolgung der Freikirchen emigrierte der Vater, dem eine Gefängnisstrafe drohte, zu der er wegen „Gotteslästerung“ verurteilt worden war, 1853 mit der Familie in die USA. Johannes Wislicenus hatte kurz zuvor sein Studium in Halle begonnen und studierte in den USA am Harvard College in Cambridge, Massachusetts, weiter, wo der Liebig-Schüler Eben Norton Horsford sein Lehrer war. 1856 kehrte er nach Deutschland zurück und studierte in Zürich und Halle, wo er bis 1859 Assistent von Heinrich Wilhelm Heintz in Halle war. In Halle wollte man ihn nur habilitieren, wenn er sich aller politischen Tätigkeit enthielt, weshalb er nach Zürich ging. Er promovierte 1860 mit der Dissertation Theorie der gemischten Typen zum Dr. phil. an der Universität Zürich, habilitierte sich in Reiner, Angewandter und Physikalischer Chemie am Polytechnikum Zürich und wurde im selben Jahr Privatdozent an der Universität und am Polytechnikum. 1861 wurde er Lehrer an der Oberen Industrieschule in Zürich. Von 1864 bis 1867 war er außerordentlicher Professor für Chemie an der Universität Zürich und Direktor des chemischen Laboratoriums. 1867 wurde er ordentlicher Professor ebenda und 1871 am Polytechnikum. In dieser Zeit gab es in  Zürich Anfeindungen wegen des Deutsch-Französischen Krieges. Außerdem hatte er als Angehöriger der Freikirche Probleme.
Einem Ruf als Nachfolger des 1871 unerwartet verstorbenen Adolph Strecker an die Julius-Maximilians-Universität Würzburg folgte er 1872 mit Zögern. 1874 wurde dort unter seiner Leitung das seit 1865 in der Maxstraße befindliche Chemische Institut vergrößert. Dort gründete er die Würzburger Chemische Gesellschaft. 1880 bis 1882 war er Rektor der Universität.
1885 ging Wislicenus als Nachfolger von Hermann Kolbe an die Universität Leipzig und leitete dort bis zu seinem Tod das Chemische Institut. 1885 nahm er die ihm anlässlich seines Wegganges nach Leipzig angebotene Ehren-Mitgliedschaft in der Landsmannschaft Teutonia Würzburg an. 1893/94 war er Rektor der Universität Leipzig. Seine Nachfolge 1885 in Würzburg wurde von Emil Fischer wahrgenommen.
1860 heiratete Wislicenus Catharina Maria Sattler, die Enkelin des Schweinfurter-Grün-Erfinders Ignaz von Mitis. Sein Sohn Wilhelm wurde 1861 geboren, habilitierte sich 1888 bei Emil Fischer und wurde bis 1902 Extraordinarius für Anorganische und Analytische Chemie in Würzburg.

## Wirken
Auf Johannes Wislicenus geht die erste Synthese der Milchsäure und des Acetessigesters zurück. Er erkannte die räumliche Anordnung der Atome als Ursache der optischen Aktivität und führte am Beispiel der Milchsäure den Begriff der geometrischen Isomerie ein. Dabei erkannte er erstmals, dass zweidimensionale Strukturformeln häufig unzureichend sind und die dreidimensionale Anordnung wichtig ist. Die Veröffentlichung von Wislicenus von 1873 war die Anregung für Jacobus Henricus van ’t Hoff, 1874 sein Tetraeder-Modell für Kohlenstoff einzuführen. Das wurde von Wislicenus sehr begrüßt. Er bat van ’t Hoff um die Erlaubnis, dessen La chimie dans l'espace ins Deutsche übersetzen zu lassen und schrieb das Vorwort dazu. Danach war Wislicenus einer der eifrigsten Befürworter, diese Ideen der Anfangszeit der Stereochemie umzusetzen. So entwickelte er 1887 eine Theorie der geometrischen Anordnung in ungesättigten Kohlenstoffverbindungen, ebenfalls einer Idee von van ’t Hoff folgend, der sich eine Doppelbindung als Tetraeder mit gemeinsamer Seite vorstellte. Dabei betrachtete er anziehende und abstoßende Kräfte zwischen Atomen, um die wahrscheinlichste geometrische Konfiguration festzulegen. Er erklärte nicht nur optische Isomerie, sondern z. B. chemische Reaktionen von Fumarsäure und Maleinsäure über ihren geometrischen Isomerismus und wandte die Ideen auch auf zyklische Verbindungen an.
Er war mit dem Physiologen Adolf Fick in Zürich befreundet und stand im wissenschaftlichen Disput mit Edward Frankland. Eine seiner bekanntesten Arbeiten war die Identifizierung von Fetten und Kohlenhydraten als Ursprung der Muskelkraft mit Adolf Fick. Zuvor hatte Justus von Liebig angenommen, dass Muskelkraft durch Proteine erzeugt wird und Fett und Kohlenhydrate nur Wärme erzeugen. Wislicenus und Fick testeten die Hypothese, indem sie das Faulhorn in den Alpen bestiegen, die dabei aufgebrachte Arbeit berechneten und den Stickstoffgehalt ihres Urins bestimmten. Dabei wiesen sie nach, dass die Oxidation von Proteinen wenig zur Muskelarbeit beitrug. Proteine dienten vielmehr dem Wachstum und Aufbau der Gewebe.
In der organischen Chemie führte er molekulares Silber als Synthesehilfsmittel ein, synthetisierte Adipinsäure (1869 aus Beta-Jod-Proprionsäure), Hydantoin (1873),  Glutarsäure (1878), Vinylether (1878), zyklische Ketone (1893) sowie Vinylessigsäure (1899). In einer langen Reihe von Arbeiten befasste er sich mit Acetessigester und dessen Derivaten, deren Struktur und Hydrolyse. Dabei zeigte er, dass saure Hydrolyse ein Keton, Alkohol und Kohlendioxid erzeugt, basische Hydrolyse eine Fettsäure und Alkohol.

## Ehrungen und Mitgliedschaften
Seit 1895 war Johannes Wislicenus Mitglied der Deutschen Akademie der Naturforscher Leopoldina, von 1885 bis 1902 ordentliches Mitglied der Sächsischen Akademie der Wissenschaften, seit 1882 korrespondierendes Mitglied der Bayerischen Akademie der Wissenschaften und seit 1896 korrespondierendes Mitglied der Preußischen Akademie der Wissenschaften. 1889 wurde er für ein Jahr zum Vorstand der Deutschen Chemischen Gesellschaft zu Berlin gewählt. 1895 war er Vorsitzender der Gesellschaft Deutscher Naturforscher und Ärzte.
1898 erhielt Johannes Wislicenus die Davy-Medaille der Royal Society.

## Sonstiges
Als stark patriotisch-nationalistisch gesinnter Mensch stand Wislicenus auch Modell für eine Figur am Niederwalddenkmal. Wislicenus gehörte zu den Gründungsmitgliedern des am 9. April 1891 ins Leben gerufenen „Allgemeinen Deutschen Verbands“, der 1894 in „Alldeutscher Verband“ umbenannt wurde und von dessen 1898 entstandener Würzburger Ortsgruppe er bis 1902 Vorsitzender war.
In Ludwigshafen am Rhein ist das Bauensemble Wislicenusblock nach ihm benannt, das sich in der Nähe der BASF befindet.

## Doktoranden
in Würzburg
- 1872: Haruthiun Abeljanz
- 1872: Max Conrad
- 1880: Arthur Hantzsch
- 1880: William Henry Perkin junior
- 1884: John Norman Collie
- 1885: Wilhelm Wislicenus (1861–1922), Sohn von Johannes Wislicenus

in Leipzig
- 1887: Julius Tröger
- 1889: William Küster
- 1893: Carl Hagemann
- 1896: Alfred Lottermoser
- 1897: Martin Henze
- 1898: Carl Bosch
- 1899: Phokion Naoúm

## Schriften (Auswahl)
Bücher:
- Regnault-Strecker’s kurzes Lehrbuch der Chemie. Neu bearbeitet von Wislicenus, 2 Bände, Vieweg, Braunschweig 1874, 1881, Band 1 Anorganische Chemie, Band 2 Organische Chemie, (Digitalisat der älteren Ausgabe von 1851)
  - Band 1, Anorganische Chemie. 9., neu bearb. Aufl. / von Johannes Wislicenus. 1877

Aufsätze:
- mit W. Heintz: Über ein basisches Zersetzungsprodukt des Aldehydammoniaks, Annalen der Physik und Chemie, Band 105, 1858, S. 577–579
- Studien zur Geschichte der Milchsäure und ihrer Homologen, Justus Liebigs Annalen der Chemie, Band 125, 1863, S. 41–70, Band 133, 1865, S. 257–287, Band 146, 1868, S. 145–161
- Synthetische Untersuchungen über die Säuren der Reihe CnH2n (CO {\displaystyle \cdot } OH)2, Annalen der Chemie, Band 149, 1869, S. 215–224
- mit A. Fick: On the origin of muscular power, Philosophical Magazine., 4th Series, Band 31, 1866, S. 485–503
- Über die isomeren Milchsäuren, Annalen der Chemie, Band 166, 1873, S. 3–64
- Über die optisch-activen Milchsäuren der Fleischindustrie, die Paramilchsäure, Annalen der Chemie, Band 167, 1873, S.  302–346
- Über Acetessigestersynthesen, Annalen der Chemie, Band 186, 1877, S. 161–228
- Über Vinyläthyläther, Annalen der Chemie, Band 192, 1878, S. 106–128
- Spaltung der Acetessigester und seiner Alcylsubstitutionsproducte durch Basen, Annalen der Chemie, Band 190, 1878, S. 257–281
- Ueber die räumliche Anordnung der Atome in organischen Molekülen und ihre Bestimmung in geometrisch-isomeren ungesättigten Verbindungen, Abhandlungen der mathematisch-physischen Klasse der Königlich Sächsischen Gesellschaft der Wissenschaften, Math.-Physikal. Klasse, Leipzig 1887, S. 1–78
- Untersuchungen zur Bestimmung der räumlichen Atomlagerungen, Annalen der Chemie, Band 246, 1888, S. 53–96, Band 248, 1888, S. 281–355, Band 250, 1889, S. 224–254
- Über Ringketone, Annalen der Chemie, Band 275, 1893, S. 309–382